# Титан-сапфіровий лазер

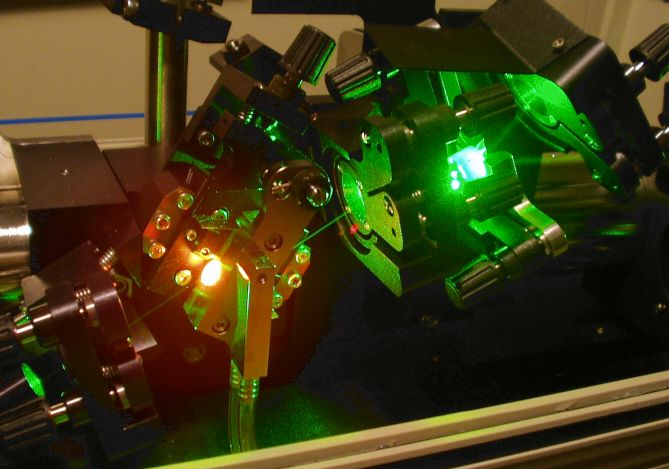
Частина титано-сапфірового осцилятора. Кристал легованого титаном сапфіру — яскраве джерело червоного світла ліворуч. Зелене світло виходить з діода нагнітання.

Титано-сапфірові лазери (Ti:Al2O3) є регульованими лазерами, які
випромінюють червоне та ближнє інфрачервоне світло в
діапазоні довжин хвиль від 650 до 1100 нанометрів.
Ці лазери в основному використовуються в наукових
дослідженнях, оскільки мають можливість регулювання частоти і, завдяки широкому спектру випромінювання,
здатність генерувати ультракороткі імпульси.
Лазери на основі легованого Титаном сапфіру
були вперше сконструйовані та винайдені у
червні 1982 року Пітером Моултоном із Лабораторії Лінкольна Массачусетського технологічного інституту.
Назва титан-сапфіровий походить від активного середовища — кристал сапфіру  (Al2O3), легований іонами  Ti3+. Титан-сапфіровий лазер напомповують іншим лазером з довжиною хвилі від 514 до 532 нм, використовуються аргон-іонні лазери (514,5 нм)  Nd:YAG, Nd:YLF і Nd:YVO лазери на подвоєній частоті (527–532 нм). Титан-сапфірові лазери можуть випромінювати в діапазоні від 670 нм до 1100 нм. Найефективніше вони працюють на довжині хвилі приблизно 800 нм.

## Види

### Осцилятори з синхронізованим режимом
Осцилятори з синхронізованим режимом генерують ультракороткі імпульси з типовою тривалістю від кількох пікосекунд до 10 фемтосекунд, в окремих випадках навіть близько 5 фемтосекунд (всього кілька періодів коливань) у кожному лазерному імпульсі). Частота повторення імпульсу в більшості випадків становить приблизно від 70 до 90 МГц, що визначається двостороннім оптичним шляхом осцилятора, зазвичай кілька метрів. Ti:сапфірові осцилятори зазвичай накачуються неперервним лазерним променем від аргонового лазера або  Nd:YVO4-лазера на подвоєній частоті. Як правило, такий генератор має середню вихідну потужність від 0,4 до 2,5 Ват(5,7 до 35 нДж у кожному лазерному імпульсі для частоти повторення 70 МГц).

### Підсилювачі чирпованих імпульсів
Ці пристрої генерують ультракороткі імпульси надвисокої інтенсивності тривалістю від 20 до 100 фс. Типовий однокаскадний підсилювач може виробляти імпульси до 5 мДж із частотою повторення 1000 Гц, тоді як більший багатоступеневий пристрій може виробляти імпульси до кількох джоулів із частотою повторення до 10 Гц. Зазвичай кристали підсилювача нагнітають імпульсним лазером із подвоєною частотою на Nd:YLF, що випромінює на 527 нм і працює на 800 нм. Існує дві різні конструкції підсилювача: регенеративний підсилювач і багатопрохідний підсилювач.
Регенеративні підсилювачі працюють шляхом посилення окремих імпульсів від генератора. Замість звичної порожнини резонатора з частково дзеркальними стінками, вони містять високошвидкісні оптичні перемикачі, які вводять імпульс в порожнину і виводять його звідти саме в той момент, коли він  посилений до
високої потужності.
Термін «чирпований імпульс» стосується спеціальної конструкції, необхідної для запобігання пошкодження лазера. Імпульс розтягується в часі, тому енергія не концентрована в одній точці часу та простору. Це запобігає пошкодженню оптики в підсилювачі. Потім імпульс оптично
посилюється й  знову стискається з утворенням короткого локалізованого імпульсу. Всю оптику після цієї точки треба бути
обирати з урахуванням високої густини енергії.
У багатопрохідних підсилювачах немає оптичних перемикачів. Замість цього дзеркала направляють промінь фіксовану кількість разів (принаймні два) через скло Ti:сапфіру в дещо різних напрямках. Імпульсний промінь нагнітання також можна багаторазово пропускати через кристал, з кожним проходом напомповуючи його дедалі більше.  Спочатку промінь нагнітання напомповує пляму в активному середовищі. Сигнальний промінь тоді спочатку проходить через центр для максимального посилення, але в наступних проходах його діаметр збільшується, тож  зовнішні  краї променя проходять через області напомповані нижче порогу підсилення. Так підвищується якість променя та відсікається деяка кількість посиленого спонтанного випромінювання й повністю вичерпується інверсія в активному середовищі.

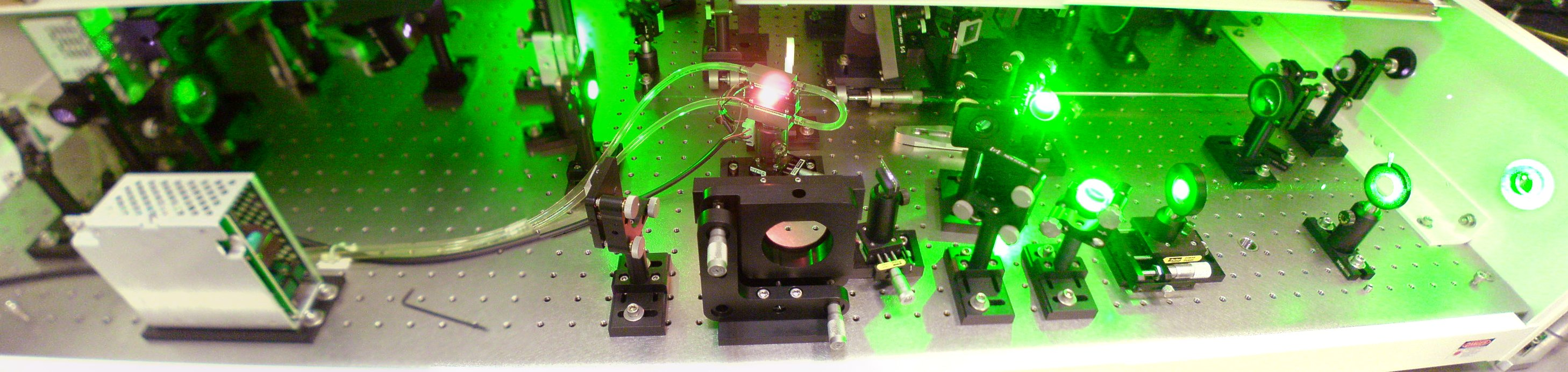
Титан-сапфіровий лазер у центрі багатопрохідного підсилювача Quantronix Odin, який нагнітають 5-ватним зеленим променем (слабеньким світлом справа), підсилює фемтосекундні імпульси, що проходять кілька разів через лазер (на рисунку їх не видно) і втрачає частину енергії у вигляді червоної флюоресценції

Імпульси з підсилювача чирпованих сигналів часто перетворюють до іншої довжини хвилі за допомогою різних нелінійних процесів.
Лазер з енергією 5 мДж та тривалістю імпульсу 100 фс  має пікову потужність 50 ГВт. Коли такий промінь сфокусувати лінзою, його світло здатне іонізувати в фокусі будь-який матеріал, включно з молекулами повітря, що призводить до поширення іскор (тонких світлових волокон) та сильних нелінійних явищ, що генерують широкий спектр випромінювання.

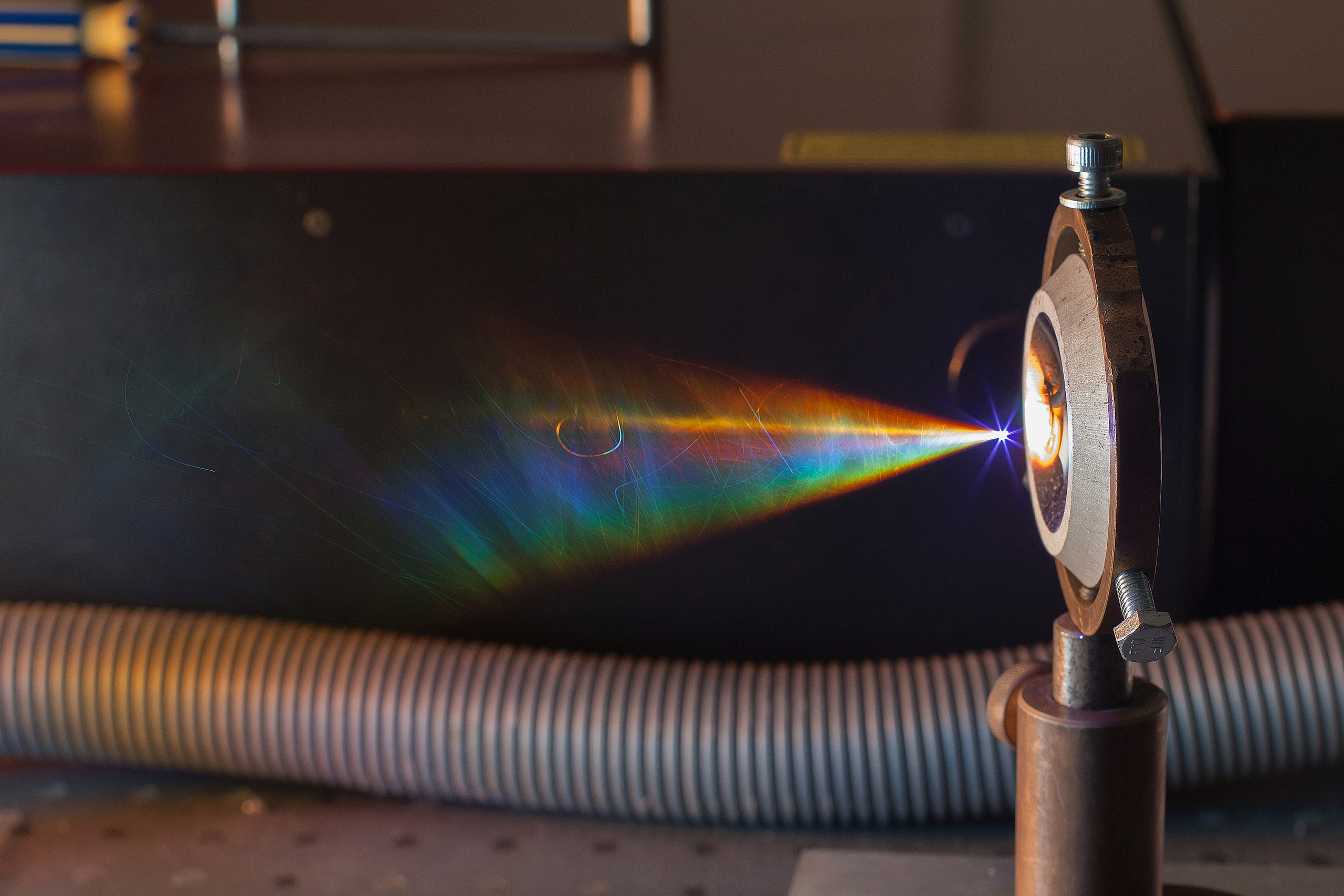
Сфокусований фемтосекундний лазер генерує численні різноколірні узори; кут розбігання навіть більший, ніж у фокусованого лазерного пучка.

### Неперервні регульовані лазери
Легований титаном сапфір особливо підходить для імпульсних лазерів, оскільки надкороткий імпульс за своєю природою містить широкий спектр частотних компонентів. Це пов’язано з оберненою залежністю між частотною смугою імпульсу та його тривалістю в часі, оскільки вони є спряженими змінними. Однак за  відповідної конструкції титано-сапфіровий лазер також можна використовувати в неперервних лазерах з надзвичайно малою шириною лінії, які можна регулювати в широкому діапазоні частот.